# Bouzouki

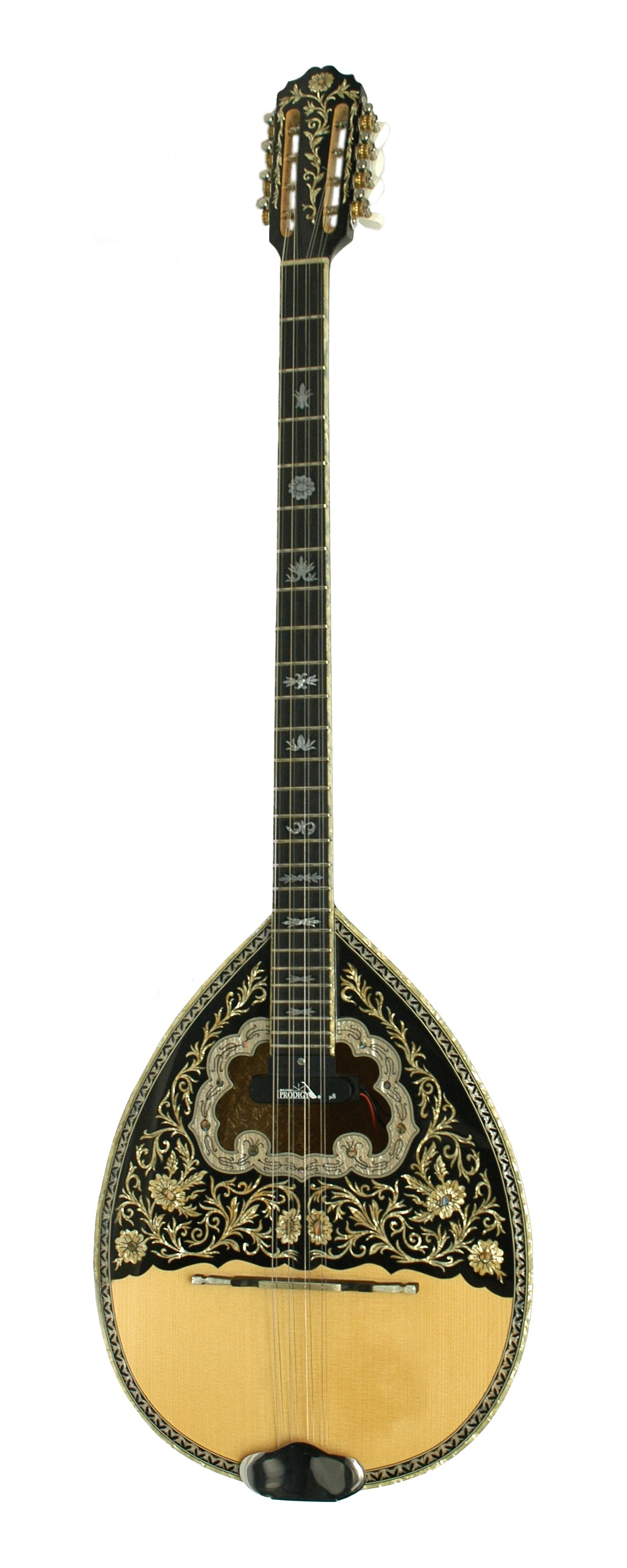
Eine Bouzouki

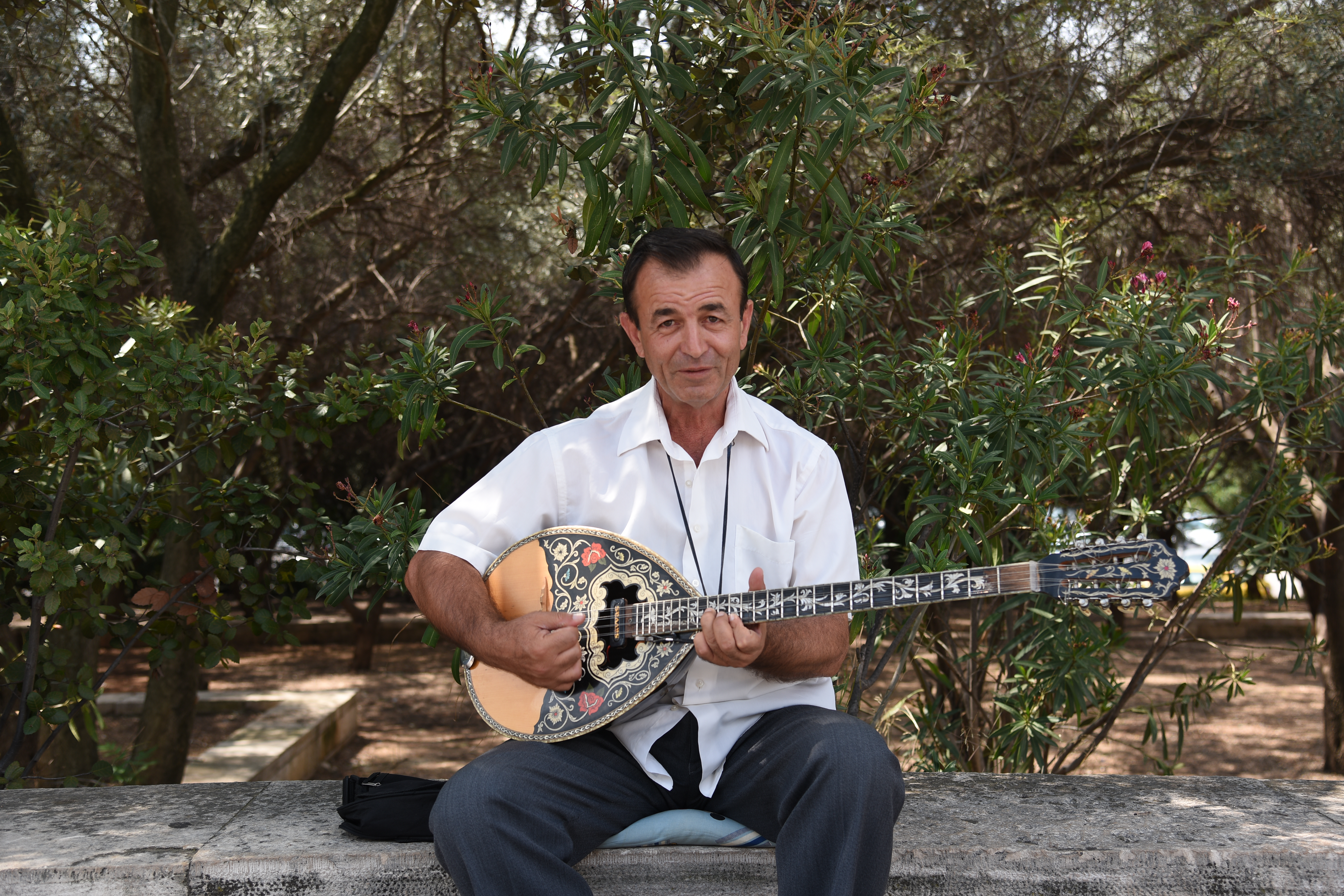
Ein Bouzouki-Spieler in Athen

Die Bouzouki (griechisch το μπουζούκι to bouzouki, Neutrum) ist eine Schalenhalslaute mit einem gerundeten Boden, die hauptsächlich in der griechischen Musik verwendet wird.

## Bauform und Spielweise
Die Bouzouki ist eine Langhalslaute mit birnenförmigem Korpus, der seit 1910 ähnlich der Mandoline aus Spänen hergestellt wird. Frühere Instrumente wurden aus einem Holzblock geschnitzt. Die Bouzouki ist mit drei oder vier Doppelsaiten aus Metall versehen, die in der Stimmung dd´-aa-d´d´, gg´-aa-d´d´, aa´-ee-a´a´ bzw. cc´-ff´-aa-d´d´ anzutreffen sind. Miniaturversionen der dreisaitigen Bouzouki sind der Baglamas und der Tsouras. Verwandt ist die griechische Bouzouki mit der arabischen Buzuq und der türkischen Saz. Die von der Bouzouki abgeleitete Irish bouzouki („irische Bouzouki“) ist eine Cister aus der Familie der Kastenhalslauten mit einem flachen Boden.
Die erste Tonaufzeichnung einer Bouzouki machte der Sprachwissenschaftler Wilhelm Doegen 1917 in einem Kriegsgefangenenlager griechischer Soldaten in Görlitz. Eine der ersten Aufnahmen einer Bouzouki in Griechenland machte Thanasis Manetas (1879–1942) Ende 1931 mit dem Rembetiko-Lied Ta dísticha tou mánga (Τα δίστιχα του μάγκα) – „Die Distichen des Mangas“.
Die Bouzouki dient zur Begleitung von griechischen Volksliedern und Tänzen. Sie ist das wichtigste Soloinstrument im griechischen Musikstil Rembetiko. Das Volksmusikinstrument ist durch Nana Simopoulos auch in den Jazz eingedrungen.

## Einige Bouzouki-Virtuosen
- Manolis Chiotis (1920–1970)
- Giorgos Zambetas (1925–1992)[3]
- Vassilis Tsitsanis (1915–1984)
- Markos Vamvakaris (1905–1972)
- Christos Nikolopoulos (* 1947)[4]
- Manolis Karantinis (* 1966)[5]